# Mrtvaška nevesta
Ljudska povest Mrtvaška nevesta je sestavni del Povesti o strahovih (COBISS), ki jih je France Bevk objavil leta 1933 pri Književni družini Luč v Trstu. 

## Vsebina
Povest je razdeljena na okvirno in vložno pripoved. Prva se odvija v gozdu, kjer vaški možje sedijo ob ognju, govorijo o mrličih in se sprašujejo, če se ti vračajo iz zemlje ali ne. V vložni pripovedi pa Mohor iz Krnice, ki ga še vedno sumijo uboja svoje žene, poslušalcem razkrije zgodbo svojega življenja. Mohor je študent iz kmečke družine, ki po smrti staršev skupaj s svojo sestro prevzame kmetijo. Zaljubi se v Križno, lepo siroto iz sosednje fare, ki jo snubi tudi Stine. Tekmeca se dogovorita, da nihče ne bo poročil Križne, dokler eden od njiju ne umre. Stine kmalu premine, a se v zgodbo vplete Marula, ki se je Mohorju že prej ponujala za ženo in pred njim očrni Križno. Misleč, da se je Križna ves čas videvala v Stinetom, v jezi omoži Marulo. Na dan njune poroke se Križna utopi v reki. Ko Marula Mohorju prizna svojo laž, slednji pobesni, a preden bi lahko ženi škodoval odide in na pokopališču doživi vizijo Križne. Ko se zjutraj vrne domov, najde Marulo mrtvo, njega pa z obtožbo uboja lastne žene postavijo na vislice. A vrv se pretrga, ko Mohor izgovori Križnino ime, kar ga po ljudskem verovanju reši smrtne kazni. Zgodbo pisatelj zaključi z okvirno pripovedjo: možje se nejeverni v Mohorjevo pripoved molče razidejo.    